# Tel Aviv on Fire
Tel Aviv on Fire (Hebreeuws: תל אביב על האש) is een Israëlische film uit 2018, geregisseerd door Sameh Zoabi over het Israëlisch-Arabisch conflict. De film ging in première tijdens het 75e filmfestival van Venetië.

## Verhaal
Salam loopt als jonge 30-jarige Palestijn uit Jeruzalem doelloos rond en droomt van Mariam als hij haar tegenkomt. Zijn oom is een televisieproducent en biedt hem een baantje aan op de set van zijn succesvolle soapserie Tel Aviv on Fire in Ramallah. Zijn dagelijkse gang langs de checkpoints van Israël brengt hem in contact met Assi. Zijn meningen en adviezen over de verhaallijnen brengt Salam over bij de makers die hem op dat moment uitroepen tot hoofdschrijver van de serie.

## Rolverdeling
| Acteur           | Personage               |
| ---------------- | ----------------------- |
| Kais Nashif      | Salam Abbas             |
| Maisa Abd Elhadi | Mariam                  |
| Yaniv Biton      | Assi Tsur               |
| Lubna Azabal     | Tala                    |
| Yousef Sweid     | Generaal Yehuda Edelman |